# Seganta
Seganta, o Saganta, és un poble pertanyent al municipi d'Estopanyà, al sud-est del terme, al vessant nord del Montferrús, a la Baixa Ribagorça, actualment dins de la província d'Osca.

## Patrimoni
- Església parroquial de recent construcció.[2][3]
- Ermita de Sant Quilis.